# マリオネット師
『マリオネット師』（マリオネットし）は、小山田いくによる日本の漫画作品。小山田の代表作に挙げられる。

## 概要
『週刊少年チャンピオン』（秋田書店）にて、1987年15号（3月20日）から30号（7月3日）までに読み切り4話が掲載され、その後に連載化されて42号（9月25日）から1989年38号（9月1日）まで連載された。読み切り4話分を含めて全101話。スリの主人公の目を通じて街の住人たちの様々な人間模様を描く。
『すくらっぷ・ブック』に代表される学園漫画、青春漫画を定番としていた小山田であったが、30歳を過ぎて既婚者となり、当時の若い世代の読者と感覚の違いを感じ始めたことをきっかけに、それまでのイメージを打破し、大幅に作風を変化させて描いた作品の1つである。
本作を始めとする作品群により小山田は、社会的テーマを絡めた人生劇の描き手、作品を通した鋭い問題提起を続ける社会派少年漫画家としての地位を確立することになった。
2話構成〜4話構成の例外を除けば、基本的に1話完結である。中盤では、小山田が過去に発表した作品『ウッド・ノート』の登場人物もゲスト出演している。

## あらすじ
九頭見 灯は、家庭を顧みない両親、退屈な学校生活に嫌気が差し、スリに身を落としている。ある日、灯は悪名高い政治家からスリを働く。彼の師匠・政二郎は危険を感じ、灯のスリを隠そうとするが、財布と一緒にスられた手帳が原因で逆にその政治家の秘書に殺害される。灯は参考人として警察に呼ばれるが、河鹿川署の諸戸刑事は彼の境遇を知り、人形劇団「泡雲」に彼を紹介する。以来、灯はマリオネットを相棒としたスリとなる。
一匹狼であった灯は次第に変化してゆき、街中でのスリと人形劇を通じ、灯の周囲で様々な人間模様が描かれてゆく。後に、灯を敵視するスリにより劇団員が死傷、泡雲は解散となるが、灯や残った仲間、新たな仲間により新劇団「V」が結成され、物語は続く。
最終エピソードで、灯はスリを辞めようとしていた矢先、贈賄絡みの殺人事件に巻き込まれる。実は灯の両親が贈賄に加担しており、灯と両親は口封じに殺害されかける。ずっと反目し合っていた親子だが、両親は自分たちを犠牲にして灯を逃がし、自業自得を認めて死を覚悟する。だが灯は最後まで諦めず、親子3人での生還を果たす。
事件は解決したが、灯は裏社会との決別のためか、両親の罪を暴いた辛さからか、仲間たちのもとから姿を消す。仲間たちはそれぞれの生活を送りつつ、灯の帰りを待ち続ける。そして、ある町の駅のホームで、母子連れの乗客が線路に落とした硬貨を、マリオネットが颯爽と拾い上げる。マリオネットを操っていた灯が落とし主に笑顔を贈り、どこかへと旅立って行く。

## 登場人物
九頭見 灯（くずみ ともし）
主人公。通り名は「九頭竜（くずりゅう）」。山手線界隈を縄張りとするスリ。現場を抑えられたことはなく、前科はなし。その標的は金持ちや悪人のみという主義を持つ。凄腕のマリオネット師でもあり、彼のマリオネットは物を掴んだり殴ったりと、スリや喧嘩にも活躍する。物語開始当初16歳、高校1年生。
グレる前の子供時代は勉強もできる真面目な優等生で、そのころに溜めこんだ知識はなにかと活用している。
桜辺 一彦（さくらべ かずひこ）
インテリア・デザイナー。元不良や少年院あがりなど、はみ出し者ばかりの人形劇団「泡雲（あわぐも）」の主催者。妹の好子を襲った暴行魔を幼馴染の諸戸と一緒に殺害してしまった過去を持つ。街を襲った台風の中、泡雲を逆恨みして狙う男・佐野（後述）に刺されるが、増水した川に落ちる道連れにして死亡。
桜辺 好子（さくらべ よしこ）
桜辺の妹で、同じデザイン事務所で働いている。灯が姉の螢に次いで尊敬する人物。中盤より、危機を感知する不思議なサボテン「V（ファイブ）」を育てるようになる。泡雲の解散後、そのサボテンの名を取って新劇団「V（ファイブ）」を結成する。
森 正男（もり まさお）
「泡雲」のメンバー。並外れた体格をもつ大男だが、温和な性格。通称・マー坊。
泡雲の人形製作担当で、その腕は抜群。灯のマリオネットも彼の作品で繊細な操作に対応するしなやかさと飛び道具代わりにしても簡単には壊れない頑丈さをもつ。性質の悪い不良だった初恋相手を守るために傷害を犯した過去を持つ。街を襲った台風の中、流されてきた材木から仲間を庇って死亡。
野々美（ののみ）、シロー
「泡雲」のメンバー。
野々美は元スケバン。少々蓮っ葉な態度ながら灯に片思いしているようで、度々みのりと張り合っている。
シローは窃盗の前科があり、事件の際には灯の手助けなどをしていたが、街を襲った台風の中、前述の材木の破片による事故で失明。野々美と共に親戚のもとで働くことになる。
生方 みのり（うぶかた みのり）
女子高生。失恋して自殺しようとしたところを灯に救われ、相手の男に灯が復讐して以来、「金魚のウンコ」と呼ばれるほど灯につきまとう。後に「V」に加入。資金不足もあって泡雲時代の人形（野々美のお下がり）を使っていたが、アンティークショップで売られていた掘り出し物を手に入れる。
失言も多く初詣の場で「スリになりたい」などと発言する大間抜けな性格だが、同時に底抜けのお人好しで周囲の人間を良い意味で巻き込むタイプ。
相馬 俊六（そうま しゅんろく）
『マリネットの神様』と言われた名人・相馬一道を父に持ち、自身も灯と互角のマリネット師。父が引退したことで元々実家のある旭川で暮らしていたが、東京の華やかさが忘れられずに上京、その腕をヤクザで使っていた。覚醒剤取引の横取りに使われた事件で灯に敗北して足を洗い、人形劇の道へ進む。当初は犯罪者の上前をはねようとする手癖の悪い所も見せるが、商業劇団「エレボス」に所属している内に元々持っていた情熱を取り戻した模様で、人形を殺人に利用した犯人に対しては怒りを示す。後に「V」に加入し、灯の名パートナーとなる。ある日、公演中のミスで愛用していたマリオネットを失い、好子が預かっていたマー坊の遺品となる最高傑作を手に入れる。
「V」は商業劇団ではないため、普段は九頭見病院で雑用のバイトをしている。みのりに片思いしているが、総じて女に甘く女性絡みの事件によく巻き込まれる。
九頭見 螢（くずみ ほたる）
灯の腹違いの姉（父と愛人の子）で、両親が経営する九頭見病院の外科部長。灯がスリだと知るものの、彼の良き理解者でもある。
作者の連載作品『フォーナが走る』にもゲスト出演している。作中における変異体が大発生した東京での騒ぎの中、改造狂犬病ウイルスで錯乱する患者を打ち伏せて取り押さえるなど、病院を取り仕切っていた。
諸戸（もろと）
作品の舞台となる河鹿川町の刑事。桜辺兄妹の幼馴染み。灯がスリだと知りながらも、事件捜査で頻繁に灯の力を頼っている。泡雲の結成にも関わっており、序盤で強盗殺人犯から泡雲を救うために殉職する。
斗賀 暢之（とが のぶゆき）
諸戸の後輩となる同僚の刑事。諸戸の死後、彼の遺志を継いで灯らに関るようになる。諸戸同様、灯をスリと知りつつ彼を頼る。螢に想いを寄せている。
風無草 留宇（かぜなぐさ るう）
「風のルウ」の通り名で呼ばれる女スリ。灯への挑戦者として登場するが、やがて灯を慕い、みのりとは恋敵同士となる。
竜二（りゅうじ）
カミソリで対象のポケットやバッグを斬り裂いて金品を盗む「断ち切り」という技を使うスリ。スリを狙う連続殺人犯に狙われた際に灯に助けられて以後、何度か手を貸すようになり、最終的にはカタギとの繋がりができた灯にスリから足を洗うことを勧める。
三ツ池 伝造（みついけ でんぞう）
灯の師匠である政二郎と並び称されたスリだが、現在は隠居。灯がスリを辞めた際、同様に隠居していたスリ・疾風のダイと共に縄張りが隣り合うスリに口を利いてくれた。
宇佐美 元（うさみ げん）
「手長ウサギ」の異名をもつスリ。見た目は柔和だが、利益のためには手段を選ばない性格。山の手から鉄道沿いにチームを組んで仕事を行う「集団スリ」を配下にしてのし上がろうとしたが、灯と克ちあって何度も対立する。価値観の違う相手なら関わらなければ良いものを復讐に固執し、泡雲を憎む男・佐野と組んで陰謀を企てる。佐野が過去に盗んだ黒色火薬を手に入れて火を点けるが、灯によって身体に射ち込まれた糸で拘束されて投擲できなくなり爆発、死亡する。
佐野（さの）
人形劇団・エレボスの団員。キャリアは長いが主導権を取りたがる我の強い性格からか、大きなイベントでは役を与えられなかった。それに不満を感じ、ヤマタノオロチなど大型の人形操作の指導と言う名目で泡雲に入り込み、雇ったスリを使って灯を追い出して居座ろうとしていたが、灯に企みを潰された上に財布もスられた。最終的にはエレボスも辞めることになり、泡雲を逆恨みして手長ウサギと手を組んだ。